# BusinessDay (Nigéria)
 (mars 2025).
BusinessDay, est un journal économique quotidien basé à Lagos, au Nigéria créé en 2001. Il s'agit du seul journal nigérian avec un bureau à Accra, au Ghana. Il publie un numéro chaque jour de la semaine, y compris les samedi et dimanche. Il circule au Nigéria et au Ghana.

## Éditeur
L'éditeur de BusinessDay, Frank Aigbogun, est un ancien rédacteur en chef du journal Vanguard,. Le rédacteur en chef du quotidien est Tayo Fagbule. La rédactrice adjointe est Lolade Akinmurele, épaulée par plusieurs rédacteurs adjoints. Temi Bamgbose est le rédacteur en ligne, tandis que le rédacteur du titre du dimanche est Zebulon Agomuo.
Anthony Osae-Brown, ancien rédacteur en chef, est un finaliste du prix du meilleur article d'actualité économique en mai 2011, pour le prix Diageo Africa Business Reporting Award. Godwin Nnanna, ancien rédacteur adjoint, remporte plusieurs prix internationaux de journalisme, notamment des médailles d'or et d'argent du Prix de la Fondation des Nations unies pour le reportage humanitaire et de développement, ainsi que le Prix commémoratif Elizabeth Neuffer pour les médias écrits.
Le journal travaille avec PWC sur l'enquête « Entreprise et PDG les plus respectés » en 2006. Les résultats de l’enquête révèlent les opinions des PDG nigérians. Les prix basés sur l'enquête ont été remis lors d'une cérémonie à Lagos.